# Alessandra
Alessandra  è un nome proprio di persona italiano femminile.

## Varianti
- Maschili: Alessandro[2]

### Varianti in altre lingue
- Bulgaro: Александра (Aleksandra)[1][3]
- Ceco: Alexandra[1][3]
- Croato: Aleksandra[1]
- Danese: Alexandra[1][3]
- Estone: Aleksandra[1]
- Finlandese: Aleksandra
- Francese: Alexandra[1], Alexandrie[1]
- Greco antico: Ἀλεξάνδρα (Alexandra)[1][3]
- Greco moderno: Αλεξάνδρα (Alexandra)[1]
- Islandese: Alexandra
- Inglese: Alexandra[1][3], Alexandria[1][3], Alexandrea[1]
- Irlandese: Alastríona[1]
- Latino: Alexandra[2]
- Ligure: Lusciandra, Lisciandra[4]
- Norvegese: Alexandra[1][3]
- Olandese: Alexandra[1][3]
- Polacco: Aleksandra[1][3]
- Portoghese: Alexandra[1][3]
- Rumeno: Alexandra[1][3]
- Russo: Александра (Aleksandra)[1][3]
- Serbo: Александра (Aleksandra)[1][3]
- Slovacco: Alexandra[1]
- Sloveno: Aleksandra[1]
- Spagnolo: Alejandra[1][3]
- Svedese: Alexandra[1][3]
- Tedesco: Alexandra[1][3]
- Ucraino: Олександра (Oleksandra)[1]
- Ungherese: Alexandra[1]

### Forme alterate e ipocoristiche
Nelle varie lingue in cui è diffuso, il nome conta numerosi derivati; si tratta generalmente di ipocoristici, ma vi sono anche dei diminutivi. Alcuni di questi derivati sono molto diffusi e, col tempo, hanno acquisito anche una certa indipendenza dal nome di origine: è il caso dell'italiano Sandra, degli inglesi Sandy e Alex e del russo Saša, tutti presenti anche in altre lingue con diverse varianti. Oltre ad essi, altre forme ipocoristiche e alterati di Alessandra sono:
- Bulgaro: Александрина (Aleksandrina)[1]
- Francese: Alexandrine[1]
- Inglese: Lexa[1], Lexi[1], Lexie[1], Lexy[1], Lexine[1], Alexandrina[1]
- Italiano: Ale, Alessandrina[2]
- Ligure: Lisciandriña[4]
- Polacco: Ola[1]
- Portoghese: Alexandrina[1]
- Russo: Александрина (Aleksandrina)[1], Шура (Shura)[1], Cанька (San'ka), Олеся (Olesja)[1]
- Spagnolo: Ale[1]
- Svedese: Sassa[1]
- Tedesco: Alexandrine[1]
- Ucraino: Леся (Lesya)[1], Олеся (Olesja)[1]

## Origine e diffusione
Deriva dal nome greco antico Αλέξανδρα (Alexandra), forma femminile di Αλέξανδρος (Alexandros); esso è composto dai termini αλεξω (alexo, "difendere", "aiutare") e ανηρ (aner, al genitivo ανδρος, andros, "uomo"), quindi il significato può essere interpretato come "protettore di uomini", "difensore di uomini", "che presta soccorso agli uomini", oppure "uomo che difende".
Il nome è molto antico, ed è attestato anche nelle tavolette in lineare B sillabico, dove appare nella forma micenea 𐀀𐀩𐀏𐀭𐀅𐀨, a-re-ka-sa-da-ra. Ricorre secondariamente nella mitologia greca, come epiteto tipicamente Miceneo della dea Era; era anche un altro nome con cui era nota la profetessa Cassandra.
In Italia Alessandra conobbe un'ampia diffusione, soprattutto a Firenze, fra la seconda parte del Quattrocento e l'inizio del Seicento (in questo periodo, registrato anche in varianti come Alexandra o Lessandra, è regolarmente fra i primi dieci nella graduatoria dei nomi più attribuiti alle battezzate fiorentine, in particolare nel 1480, quando raggiunse il secondo posto dietro a Caterina). In seguito Alessandra cadde relativamente in disuso per alcuni secoli, per tornare in auge nella seconda metà del Novecento: è al quinto posto fra i nomi femminili più attribuiti in Italia nel 1976; inoltre a Roma è il nome femminile più imposto in assoluto nel 1966, il quarto e il terzo per diffusione rispettivamente nel 1971 e nel 1976. Il XXI secolo vede una nuova fase di declino nell'attribuzione del nome, che risulta diciassettesimo per diffusione fra le nate in Italia nel 2004, ventiduesimo nel 2006, ma fuori dai primi trenta per frequenza nel 2010 e nel 2011.
Per quanto riguarda la lingua inglese, la forma Alexandra, con la sua variante Alexandria, è in uso dal Medioevo, ma ha acquisito una certa diffusione solo a partire dal XIX secolo; assai più comune era invece la forma diminutiva Alexandrina.

## Onomastico
Svariate sante hanno portato questo nome; tra di esse si ricordano, alle date seguenti:
- 14 febbraio, sant'Alessandra d'Egitto, detta la Reclusa, festeggiata dalla Chiesa copta[17]
- 20 marzo, sant'Alessandra, martire con altre compagne ad Amiso, in Paflagonia[17]
- 22 aprile, sant'Alessandra, martire con altri compagni a Nicomedia[17]
- 18 maggio, sant'Alessandra, martire con altre compagne ad Ancira (probabilmente identificabile con la santa del 20 marzo)[17]
- 17 luglio, sant'Aleksandra Fëdorovna Romanova, imperatrice e martire ad Ekaterinburg, venerata dalla Chiesa ortodossa

## Persone

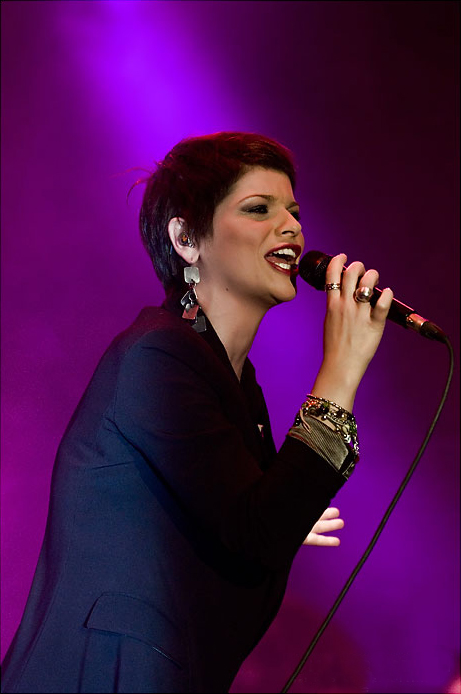
Alessandra Amoroso

- Alessandra di Grecia, granduchessa di Russia
- Alessandra Ambrosio, supermodella brasiliana
- Alessandra Amoroso, cantante italiana
- Alessandra Barzaghi, attrice, conduttrice televisiva e doppiatrice italiana
- Alessandra Canale, annunciatrice, conduttrice televisiva e attrice italiana
- Alessandra Codazzi, politica, sindacalista e partigiana italiana
- Alessandra De Rossi, attrice e cantante filippina
- Alessandra Ferri, ballerina italiana
- Alessandra Lescano, cantante italiana
- Alessandra Martines, attrice e ballerina italiana naturalizzata francese
- Alessandra Mastronardi, attrice italiana
- Alessandra Mele, cantante italo-norvegese
- Alessandra Mussolini, politica e personaggio televisivo italiana
- Alessandra Panaro, attrice italiana

### Variante Alexandra

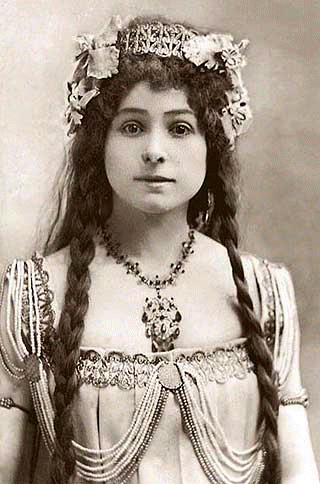
Alexandra David-Néel

- Alexandra Burke, cantante britannica
- Alexandra Coletti, sciatrice alpina italiana naturalizzata monegasca
- Alexandra Daddario, attrice statunitense
- Alexandra David-Néel, scrittrice ed esploratrice francese
- Alexandra Duff, nobile britannica
- Alexandra Lynn, cantante australiana
- Alexandra Maria Lara, attrice rumena naturalizzata tedesca
- Alexandra Paul, attrice statunitense
- Alexandra Stan, cantante e compositrice rumena
- Alexandra Windsor, nobile britannica

### Variante Aleksandra

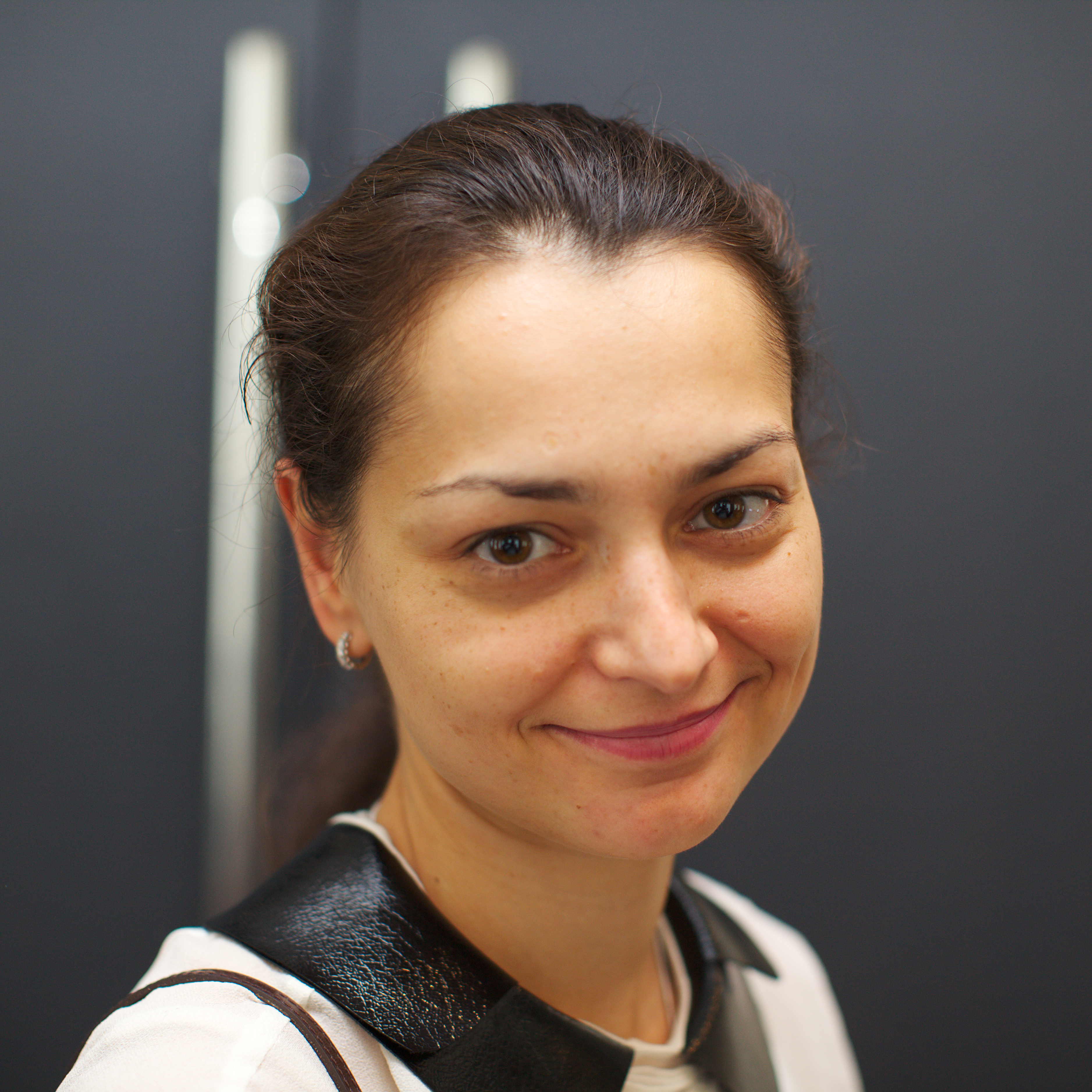
Aleksandra Konstantinovna Kostenjuk

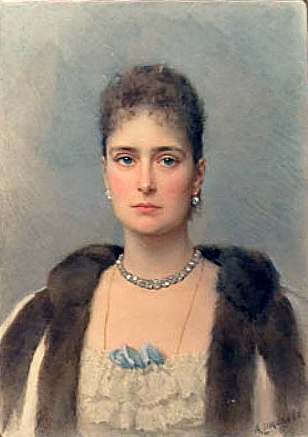
Aleksandra Fëdorovna Romanova

- Aleksandra Michajlovna Kollontaj, rivoluzionaria russa
- Aleksandra Kostenjuk, scacchista russa
- Aleksandra Marinina, scrittrice russa
- Aleksandra Panova, tennista russa
- Aleksandra Gennadievna Petrova, poetessa e scrittrice russa
- Aleksandra Rodionova,  bobbista e slittinista russa
- Aleksandra Fëdorovna Romanova, imperatrice di Russia e santa
- Aleksandra Nikolaevna Romanova, granduchessa di Russia e langravia d'Assia-Kassel
- Aleksandra Pavlovna Romanova, granduchessa di Russia e arciduchessa d'Austria
- Aleksandra L'vovna Sokolovskaja, politica e rivoluzionaria ucraina
- Aleksandra L'vovna Tolstaja, attivista russa naturalizzata statunitense
- Aleksandra Vujović, cestista montenegrina
- Aleksandra Wozniak, tennista canadese

### Variante Alejandra
- Alejandra Andreu, modella spagnola
- Alejandra Barillas, modella guatemalteca
- Alejandra Benítez, schermitrice, odontoiatra e politica venezuelana
- Alejandra Carbone, schermitrice argentina
- Alejandra Chesta, cestista argentina
- Alejandra Da Passano, attrice argentina
- Alejandra Guzmán, cantante messicana
- Alejandra Ochoa, modella salvadoregna
- Alejandra Pizarnik, poetessa argentina
- Alejandra Terán, schermitrice messicana

### Variante Oleksandra
- Oleksandra Nikolajenko, modella ucraina
- Oleksandra Prystupa, cestista ucraina

## Il nome nelle arti
- Alexandra Cabot è un personaggio della serie televisiva Law & Order - Unità vittime speciali.
- Alexandra Carolyne Grey, meglio conosciuta come Lexie Grey è un personaggio della serie TV Grey's Anatomy.
- Aleksandra Nikolaevna è un personaggio del film del 2007 Alexandra, diretto da Aleksandr Nikolaevič Sokurov.
- Alexandra Rousseau è un personaggio della serie televisiva Lost.
- Alexandra Spaulding è un personaggio della soap opera Sentieri.
- Alexandra von Bischern è un personaggio della miniserie televisiva Alexandra.
- Alessandra sarà sempre più bella è una canzone del 2015 di Fabrizio Moro.
- Alessandra è una canzone di Biagio Antonacci.
- Alessandra è una canzone dei Pooh del 1972 contenuta nell'album omonimo.